# Eckard I de Meissen
Eckard I (în germană Ekkehard; n. 960 d.Hr. – d. 30 aprilie 1002, Pöhlde⁠(d), Herzberg⁠(d), Germania) a fost margraf de Meissen din 985 până la moarte, fiind primul membru al familiei Ekkehardingilor care a stăpânit Meissen până la stingerea ei în 1046.

## Viața
Eckard a făcut parte din nobilimea din estul Thuringiei, fiind fiul cel mare al margrafului Gunther de Merseburg și al soției sale identificată ulterior ca fiind Dobrawa de Boemia. În 985 tânărul rege german Otto al III-lea l-a numit succesor al margrafului Rikdag în Marca de Meissen ca urmare a eșecurilor înregistrate de saxoni în fața triburilor slavilor liutici. Ulterior, Eckard a fost ales duce de Turingia de magnații din regiune. El s-a aflat în grațiile împăratului Otto al III-lea care l-a recompensat cu generozitate prin transformarea multor dintre fiefurile sale în proprietăți alodiale. În conflictul dintre Otto și vărul său rival, ducele Henric al II-lea de Bavaria, sarcina militară a lui Eckard ca stăpân al Mărcii de Meissen a fost în principal ținerea la distanță a ducilor din Regatul Poloniei și din Boemia. Ducele Boleslav al II-lea al Boemiei se aliase cu ducele Henric și profitase de ocazie pentru a ocupa Albrechtsburg în 984. Totuși, el a fost nevoit să se retragă în 985, după ce Otto al III-lea se impusese în fața lui Henric. În ceea ce îl privește, Eckard a fost nevoit să îl reinstaleze pe episcopul Thiadric de Praga în episcopatul său.
Când în ianuarie 1002 Otto al III-lea a murit fără a avea urmași direcți și principii germani s-au reunit la Frohse (astăzi parte componentă a Schönebeck) pentru a alege noul rege german, Eckard a pretins această coroană în condițiile în care ruda lui Otto din dinastia Ottoniană, Henric al II-lea, fiul lui Henric al II-lea de Bavaria și candidatul cu cele mai multe șanse, întâmpina o puternică opoziție. În acea vreme, Eckard era cel mai potrivit candidat din partea saxonilor, însă în cele din urmă nobilii i s-au opus. Singura concluzie a adunării a fost aceea de a se stabili o nouă întâlnire la Kaiserpfalz din Werla și de a nu sprijini niciun candidat până atunci. Întrunirea de la Werla a avut loc în aprilie, iar Henric de Bavaria, cu ajutorul verișoarelor sale, abatesele Sofia I de Gandersheim și Adelida I de Quedlinburg, surorile lui Otto al III-lea, a obținut confirmarea succesiunii. Cu toate acestea, Eckard a primit suficient sprijin, el fiind cel care a organizat adunarea de la Werla, luând masa cu ducele Bernard I de Saxonia și cu episcopul Arnulf de Halberstadt. El s-a bucurat de onoruri regale din partea episcopului Bernward când acesta a preluat episcopatul de Hildesheim. În aceleași zile însă Eckard a fost asasinat în Pöhlde de agenții oponenților săi saxoni. Printre acești rivali se numărau contele Henric al III-lea de Stade, fratele acestuia, Udo, și contele Siegfried al II-lea de Northeim.
Eckard a fost inițial înmormântat în castelul familiei din Kleinjena în apropiere de Naumburg, însă osemintele sale au fost transferate apoi la Mănăstirea benedictină Sf. George din Naumburg, în 1028. El a fost menționat de episcopul-cronicar Thietmar de Merseburg ca decus regni, solatium patriae, comes suis, terror inimicis et per omnia perfectissimus („slava împărăției, mângâierea țării, teroarea vrăjmașilor săi și în toate cele desăvârșit”). La moartea sa, Meissen a căzut pradă disputelor. Regele Boleslau I al Poloniei, care îl sprijinise pe Eckard, a ridicat pretenții asupra Meissen ca fiind rudă prin căsătorie. Henric, devenit rege, i-a atribuit lui Boleslau Marca de Luzacia (care fusese atașată Meissenului), însă Meissen propriu-zis a fost conferit lui Gunzelin, fratele mai mic al lui Eckard.

## Căsătorie și descendenți
Eckard a fost căsătorit cu Schwanehilda (Suanhilda), fiica ducelui Herman Billung de Saxonia, văduvă a margrafului Thietmar de Ostmark, devenită regentă a Saxoniei. Ea a murit la 26 noiembrie 1014. Din această căsătorie au rezultat șapte copii:
- Liutgarda (d. 1012), căsătorită cu margraful Werner de Nordmark din Marca Nordului;
- Herman (d. 1038), căsătorit cu Regelinda, fiică a regelui Boleslau I al Poloniei;
- Eckard (d. 24 ianuarie 1046), căsătorit cu Uta, fiică a contelui Esico de Ballenstedt;
- Gunther (d. 1025), arhiepiscop de Salzburg;
- Eilward (d. 1023), episcop de Dresda-Meißen;
- Matilda, căsătorită cu margraful Dietrich al II-lea de Luzacia Inferioară;
- Oda (d. după 1018), căsătorită cu regele Boleslau I al Poloniei.